# Dipsacaster eximius
Dipsacaster eximius is een kamster uit de familie Astropectinidae.
De wetenschappelijke naam van de soort werd in 1905 gepubliceerd door Walter Kenrick Fisher.